# Max Hablitzel
Max Hablitzel (Rio de Janeiro, 3 de abril de 1924 — Florianópolis, 17 de outubro de 2016) foi um agricultor, engenheiro agrônomo e orquidófilo brasileiro. 

## Vida

### Origens e mudança para Santa Catarina
Max nasceu no Rio de Janeiro em 1913, mas é filho de suíços e foi criado no país europeu, onde adquiriu os primeiros conhecimentos sobre botânica ainda no ensino médio. Depois da Segunda Guerra Mundial, ainda jovem, foi morar em uma fazenda modelo, onde aprendeu a trabalhar na agricultura. Lá se forma engenheiro agrônomo.
Ele voltou ao Brasil em 1950, e ao ver o clima bom e as terras férteis do Sul do Brasil resolve investir no local, que recebeu como herança após o pai ter desaparecido num submarino durante a guerra. Em sua grande fazenda no sul de São José ele cultivava diversos tipos de legumes e verduras - chegou a ter dois mil pés de tomate. 
Max foi casado com Dóris Bott Hablitzel e teve cinco filhos.

### Fazenda do Max e orquidário
Sua grande paixão foram as orquídeas e as bromélias, que cultivou por mais de 50 anos, formando uma das maiores coleções particulares de orquídeas e bromélias do mundo. Dedicou-se ao cultivo depois que vendeu parte das terras – uma das áreas transformou-se no bairro Fazenda Santo Antônio, que por isso ainda hoje é conhecido como Fazenda do Max – e passou a ser conhecido pela imensa coleção que criou. Chegou a possuir 240 mil vasos para estudos, pesquisas e cruzamentos de espécies – apesar de que, segundo o próprio, ele não sabia o tamanho exato. O orquidário foi desativado em 2011, quando Max tinha 87 anos e já estava doente e longe da sede da fazenda. Boa parte da coleção, principalmente de bromélias, foi doada para o novo jardim botânico de São José.
O Continente Shopping e a Leroy Merlin de São José foram construídos onde ficava a sede da fazenda e o orquidário, na esquina da SC-281 com a BR-101. O local estava em processo de tombamento, gerando certa controvérsia na época.
Max morreu aos 92 anos, no Hospital de Caridade de Florianópolis. 

## Vida pública
Além de ser considerado o fundador do bairro Fazenda Santo Antônio, Max exerceu várias atividades na vida pública. Lutou pela implantação do Distrito Industrial de São José, hoje consolidado e de grande importância para a economia da cidade. Reivindicou junto ao governo a implantação e doou os terrenos para a construção do SENAI e da APAE na Fazenda Santo Antônio. Foi também um dos sócios fundadores da AEMFLO, dando inclusive nome ao Prêmio de Meio Ambiente da entidade. Foi também fundador de diversos sindicatos rurais catarinenses, presidente da FAESC, membro da Confederação Nacional da Agricultura e secretário de obras de São José, entre outras atividades.

### Jardim Botânico de São José
Após sua morte, a Câmara Municipal de São José deu o nome de Max Hablitzel ao Jardim Botânico da cidade. O local é um dos primeiros jardins em Santa Catarina e recebeu parte da coleção de Max, que chegou a visitá-lo em vida.